# Frontière entre les Maldives et le Royaume-Uni
La frontière entre les Maldives et le Royaume-Uni est entièrement maritime et se situe en océan Indien. L'archipel des Chagos constitue le Territoire britannique de l'océan Indien bien que cet archipel soit revendiqué par Maurice.
Il n'y a officiellement pas d'accord bilatéral sur le tracé de cette frontière. Le Royaume-Uni a toutefois établi une zone de protection maritime le 17 septembre 2003 en prenant en compte le tracé médian avec les Maldives, c'est-à-dire à équidistance de l'atoll Addu (Maldives) et le banc Speakers (Royaume-Uni).
Bien que ces coordonnées soit publiées par l'Organisation des Nations unies, un projet d'accord technique de délimitation négocié en 1992 avec les Maldives n'a jamais été signé et n'est pas en vigueur.
À la suite des pourparlers bilatéraux entre Maurice et les Maldives en février 2010, le ministère mauricien des Affaires étrangères envisage désormais de revendiquer conjointement une extension du plateau continental dans la partie nord de l'archipel des Chagos, similaire à la revendication conjointe avec les Seychelles présentée le 1er décembre 2008,. L'objection des Maldives à une délimitation de la ligne médiane est basée sur l'affirmation selon laquelle Diego Garcia est la seule île habitée de l'archipel des Chagos, alors que les plus petites îles au nord (telles que Peros Banhos et Salomon)) sont inhabitées.
Selon les déclarations officielles du Bureau des Affaires étrangères et du Commonwealth, leur réinstallation à long terme serait économiquement insoutenable. Par conséquent, l'article 121 de la Convention des Nations unies sur le droit de la mer s'applique (comme dans le cas notoire de Rockall Island). Entre 2003 et 2006, le Royaume-Uni a touché un total de plus de 8 millions de dollars de droits de licence de sociétés étrangères de pêche au thon.
Le 18 mars 2015, la cour permanente d'arbitrage juge la déclaration de zone de protection maritime illégale.
En avril 2023, une chambre spéciale du Tribunal international du droit de la mer a délimité une frontière maritime unique pour la zone économique exclusive et le plateau continental dans un rayon de 200 milles marins entre les Maldives et Maurice : elle conclut que le récif Blenheim ne peut pas être considéré comme un site de points de base pour la construction de la ligne d'équidistance provisoire mais estime qu'un haut-fond découvrant du récif de Blenheim, situé en tout ou partie à moins de 12 milles marins de l'île Takamaka, peut être utilisé comme ligne de base pour mesurer la limite des 200 milles marins de Maurice.
Bien que la Chambre spéciale ait confirmé à l’unanimité sa compétence pour délimiter le plateau continental au-delà de 200 milles marins et ait jugé la demande de Maurice recevable, la Chambre spéciale n’a pas procédé à la délimitation, estimant qu’elle n’était pas en mesure de déterminer le droit de Maurice sur la région de l’archipel des Chagos du Nord.